# 横州路
横州路，元朝时设置的路。
唐朝贞观八年（634年），改南简州为横州。元朝至元十六年（1279年）改横州为横州路。属湖广行中书省，治所在宁浦县（今广西壮族自治区横县）。辖境相当今广西壮族自治区横县等地。下辖宁浦县、永淳县等县。元贞（1295年—1297年）年间再改为横州。1912年改为横县。